# Bataille de l'aérodrome de Jalibah
Guerre du Golfe
Batailles
- Bataille des ponts
- Prise du palais Dasman
- Bataille de l'île de Failaka
- Vol British Airways 149

- Opération Bouclier du désert
- Opération Artimon
- Busiris
- Salamandre
- Tempête du désert
- Daguet
- Bataille d'Ad-Dawrah
- Bataille de Khafji
- Bataille au large de Bubiyan
- Bataille de Hafar Al-Batin
- Highway of Death
- Bataille de 73 Easting
- Medina Ridge
- Aérodrome de Jalibah
- Bataille de Norfolk

- Aérodrome de Safwan
- Bataille de Rumaila

La bataille de l'aérodrome de Jalibah est livrée le 27 février 1991 pendant la guerre du Golfe lorsque la 2e brigade de la 24e division d'infanterie mécanisée américaine attaque la base aérienne irakienne de Jalibah fortement défendue, à 65 kilomètres au sud de Nassiriya et à 128 kilomètres à l'ouest de Bassora. Il s'agit de l'un des ultimes engagements du conflit avec la bataille de Norfolk avant que le cessez-le-feu ne prenne effet.

## Déroulement de la bataille

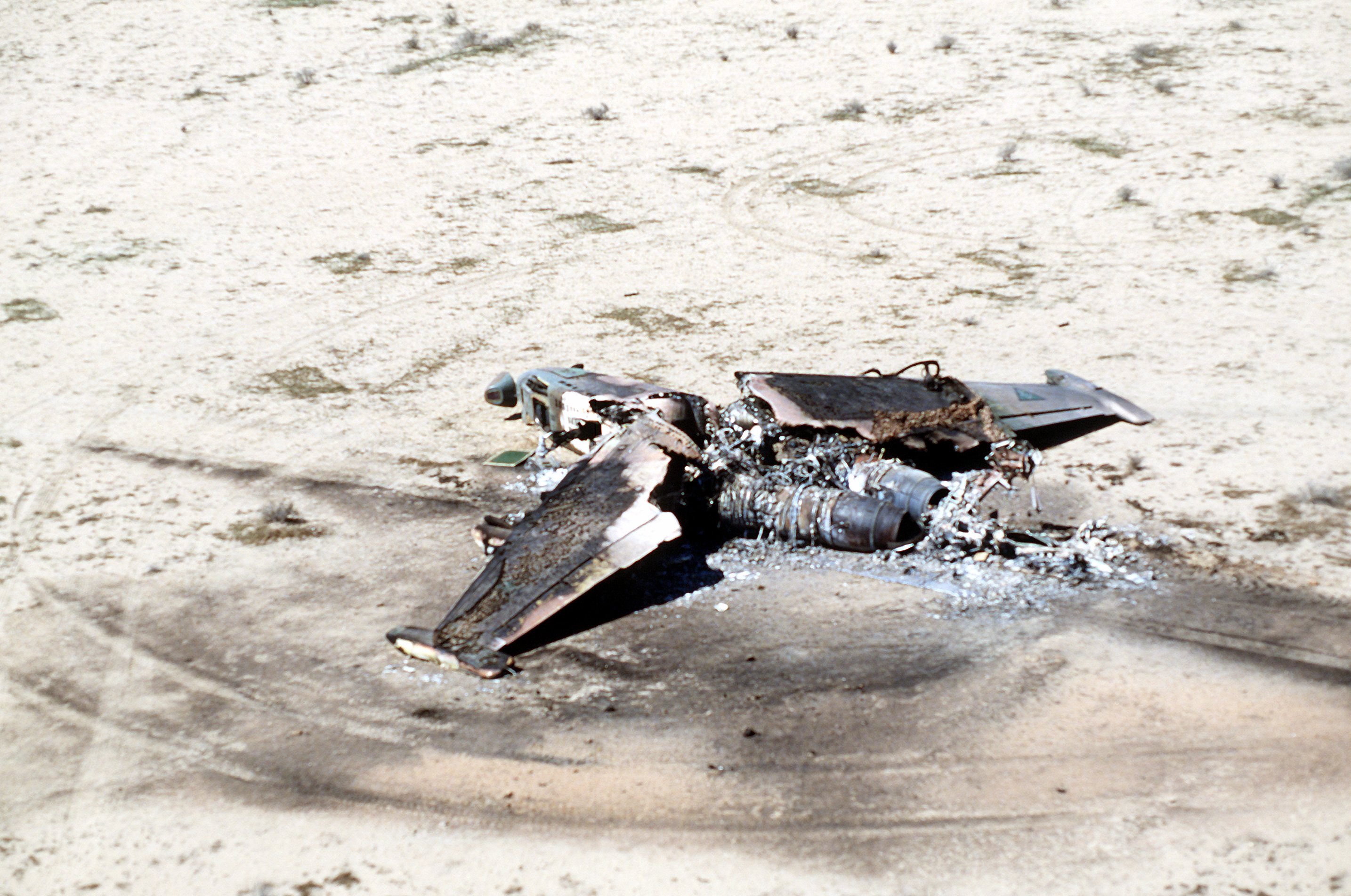
Un Soukhoï Su-25 irakien détruit sur l'aérodrome de Jalibah.

Les satellites et les avions de reconnaissance américains avaient indiqué la présence de 20 chars et de 1 000 soldats irakiens retranchés sur l'aérodrome. À 6 h 00 le 27 février, après un intense barrage d'artillerie, environ 200 blindés américains sous le commandement du général Paul J. Kern (en) sont chargés de s'emparer de l'aérodrome. Après plusieurs heures de combat, la base aérienne est finalement prise.
Selon le second lieutenant Neal Creighton, les soldats irakiens tentaient de se retrancher dans les casemates tandis que d'autres essayaient de se rendre. De nombreux hélicoptères de combat et avions irakiens sont détruits lors de la bataille.
Seul un soldat américain est blessé dans les échanges de tirs avec l'ennemi ; en revanche deux autres sont tués et 9 blessés à la suite de tirs amis lorsque 3 M2 Bradley ont été endommagés par des tirs d'uranium appauvri de M1 Abrams de la compagnie C du 69e régiment blindé, ayant été identifiés comme étant des T-72 irakiens.